# Руський Туриш
Ру́ський Тури́ш (рос. Русский Турыш) — присілок у складі Красноуфімського міського округу (Натальїнськ) Свердловської області.
Населення — 137 осіб (2010, 171 у 2002).
Національний склад станом на 2002 рік: росіяни — 97 %.